# Kneževina Abhazija
Kneževina Abhazija (gruz. აფხაზეთის სამთავრო, apkhazetis samtavro) bila je zasebna feudalna cjelina u 15. i 16. stoljeću, nastala uslijed građanskih ratova u Kraljevini Gruziji koji su okončani raspadom jedinstvene gruzijske kraljevine. Kneževina je zadržala određeni stupanj autonomije pod osmanlijskom, a potom i ruskom vlašću, ali je na kraju bila uklopljena u Rusko Carstvo 1864. godine.

## Pozadina
Abhazijom (ranije Vojvodstvo Chumi), kao vojvodstvom (saeristavo) u okviru Kraljevine Gruzije, od 12. stoljeća vladao je klan Šervašidze. Izvori su vrlo oskudni o abhaškoj povijesti toga doba. Kada je gruzijsko kraljevstvo 1450-ih bilo upleteno u žestok građanski rat, Šervašidzei su se pridružili velikoj pobuni protiv gruzijskog kralja Đure VIII., su ga pobunjenika kod Čihorija 1463. godine. Kao rezultat toga, Gruzija se podijelila na tri suparnička kraljevstva i pet kneževina. Abhaški knezovi bili su vazali Kneževine Mingrelije pod dinastijom Dadiani, koja je, pak, bila podređena Kraljevini Imeretiji. Vazalstvo je, međutim, bila uglavnom nominalno, a i mingrelski i abhaški vladari ne samo da su se uspješno borili za svoju neovisnost, nego su osporavali granice međusobno i s Imeretijom. Neovisnost Abhazije bila je uglavnom simbolična jer je regija općenito prepuštena sebi, jer su kraljevi Imeretije bili zaposleni upravljanjem svojim područjem. Godine 1490. podijeljenost je postala službena jer je Gruzija ugovorom podijeljena na tri entiteta: Kraljevinu Kartliju, Imeretiju, čiji je Abhazija teoretski bila dio, i Kahetiju.

## Razdoblje od 16. do 18. stoljeća
Tijekom 1570-ih godina osmanska mornarica zauzela je utvrdu Chumi, pretvarajući je u tursku tvrđavu Suhum-Kale (otuda i sadašnje ime Suhumi). Abhazija je došla pod utjecaj Turske i islama, premda je kršćanstvo polako zamijenjivano, a tek u drugoj polovini 18. stoljeća vladajuća obitelj Šervašidze prihvaća islam. Do tada je Abhazija, osigurana od invazija velikih razmjera svojim planinskim položajem i neprohodnim šumama, zadržala neovisnost i profitirala od trgovine tradicionalnim kavkaskim robama, od čega nisu bili izuzeti ni robovi.
Od 16. do 18. stoljeća abhaški su gospodari bili uključeni u neprestane granične sukobe s mingrelskim kneževima. Šervašidzei su, tako, proširili svoje posjede na istoku, prvo do rijeke Ghalidzga, a zatim do Ingurija, koji služi kao današnja granica između Abhazije i same Gruzije. Nakon smrti abhaškog kneza Zegnaka oko 1700. godine, njegova je kneževina bila podijeljena između njegovih sinova. Sva su kraljevstva ionako bila više ili manje ovisna o knezovima Abhazije.

## Između Osmanlijskog i Ruskog Carstva
Čini se da je Keleš-beg bio prvi predsjedavajući knez Abhazije (oko 1780. – 1808.) koji je prihvatio islam, i zbog toga je dobio utvrdu Suhum-Kale. Međutim, ta obraćenja abhaških kneževa nisu bila nepovratna; tijekom 19. stoljeća, razni su se Šervašidzi obraćali iz vjere u vjeru kako su se Rusi i Osmanlije borili za kontrolu nad područjem. Prvi pokušaj ulaska u vezu s Rusijom učinio je spomenuti Keleš-beg 1803. godine, nedugo nakon uključivanja istočne Gruzije u rastuće Rusko Carstvo (1801.) Nakon što je 2. svibnja 1808. godine na Keleš-bega počinio atentat njegov sin Aslan-beg, prevladala je proosmanska orijentacija, ali opet na kratko. Dana 2. srpnja 1810. godine, ruski marinci upali su u Suhum-Kale i zamijenili Aslan-bega njegovim bratom i suparnikom, Sefer-begom (1810. – 1821.), koji je prešao na kršćanstvo i uzeo ime Đuro. Abhazija se pridružila Ruskom carstvu kao autonomna kneževina.
Međutim, Đurina vladavina, kao i njegovih nasljednika, bila je ograničena na okruženje Suhum-Kalea, a ostatak je bio pod vlašću muslimanskih plemića. Sljedeći rusko-turski rat snažno je ojačao ruske položaje, što je dovelo do daljnjeg rascjepa abhaške elite, uglavnom sljedeći vjerske podjele. Tijekom Krimskog rata (1853. – 1856.) ruske su snage morale evakuirati Abhaziju, a princ Mihael (1822. – 1864.) naizgled je prešao na Osmanlijama. Kasnije je ruska prisutnost ojačala, a gorje zapadnog Kavkaza Rusija je konačno potčinila 1864. godine. Autonomija Abhazije, koja je u ovoj problematičnoj regiji funkcionirala kao proruska "zaštitna zona", nije više trebala carskoj vladi, pa je vladavina Šervašidzea završila. U studenom 1864. godine, princ Mihael bio je prisiljen odreći se svojih prava i preseliti se u Voronjež. Abhazija je inkorporirana u Rusko Carstvo kao posebna vojna pokrajina Suhum-Kale, koja je 1883. godine pretvorena u okrug kao dio gubernije Kutaisi.